# Afufenia
Afufenia (łac. Diocesis Afufeniensis) – diecezja historyczna w Cesarstwie rzymskim w prowincji Byzacena, współcześnie w Tunezji. Obecnie katolickie biskupstwo tytularne.

## Biskupi tytularni
| Lp. | Biskup                         | Funkcja                                          | Od                | Do                   |
| --- | ------------------------------ | ------------------------------------------------ | ----------------- | -------------------- |
| 1   | Jacques Mangers                | emerytowany biskup Oslo (Norwegia)               | 25 listopada 1964 | 7 stycznia 1972      |
| 2   | Paolo Vieri Andreotti          | biskup pomocniczy Lyallpur (Pakistan)            | 6 maja 1972       | 8 września 1976      |
| 3   | Víctor Manuel López Forero     | biskup pomocniczy Bogoty (Kolumbia)              | 6 maja 1977       | 6 grudnia 1980       |
| 4   | Francis Schulte                | biskup pomocniczy Filadelfii (USA)               | 27 czerwca 1981   | 4 czerwca 1985       |
| 5   | Alfred Markiewicz              | biskup pomocniczy Rockville Centre (USA)         | 1 lipca 1986      | 22 listopada 1994    |
| 6   | Fred Colli                     | biskup pomocniczy Ottawy (Kanada)                | 19 grudnia 1994   | 2 lutego 1999        |
| 7   | Frederick Campbell             | biskup pomocniczy Saint Paul i Minneapolis (USA) | 2 marca 1999      | 14 października 2004 |
| 8   | Paul Bradley                   | biskup pomocniczy Pittsburgha (USA)              | 16 grudnia 2004   | 6 kwietnia 2009      |
| 9   | Lawrence Subrata Howlader      | biskup pomocniczy Ćottogram (Bangladesz)         | 7 maja 2009       | 29 grudnia 2015      |
| 10  | Raúl Alfonso Carrillo Martínez | wikariusz apostolski Puerto Gaitán (Kolumbia)    | 8 kwietnia 2016   |                      |